# 臨床醫學
臨床醫學（英語：Clinical Medicine）主要是根據基礎醫學的基礎，對病患的問題（有關身體或心理的疑問、不適或疾病）加以診斷、治療的學科。
臨床醫學的內容極為廣泛，分類也有多種方法。
以內涵而言，涵蓋了臨床診斷學、臨床治療學等。
以所處理對象、方法或器官系統的不同，也可區分成各個臨床學科，如內科學、外科學、婦產科學、小兒科學、精神醫學、神經科學、泌尿科學、
皮膚科學、眼科學、耳鼻喉科學、康复医学、麻醉学、骨科學、放射科學、急診科學等等，但以上的分類並不是統一的分類，可因各地或各醫療機構的不同而有不同的區分方式。
更廣而言之，對象是病患（人）的學科，即可加上臨床兩字，如臨床藥理學、臨床心理學等，均可歸類於臨床醫學相關的學門。